# Caliraja
Caliraja – rodzaj ryb chrzęstnoszkieletowych z rodziny rajowatych (Rajidae).

## Rozmieszczenie geograficzne
Do rodzaju należą gatunki występujące w wodach wschodniego i północno-wschodniego Oceanu Spokojnego.

## Morfologia
Długość ciała do 180 cm.

## Systematyka
Rodzaj zdefiniował w 2022 roku amerykański ichtiolog David A. Ebert w artykule poświęconym nowemu rodzajowi rajowatych ze wschodniej części północnego Oceanu Spokojnego, opublikowanym w czasopiśmie Revista de Biología Marina y Oceanografía. Gatunkiem typowym jest (oryginalne oznaczenie) C. inornata.

### Etymologia
Caliraja: Kalifornia i Kalifornia Dolna; łac. raia ‘raja, płaszczka’.

### Podział systematyczny
Do rodzaju należą następujące gatunki:
- Caliraja cortezensis (McEachran & Miyake, 1988)
- Caliraja inornata (Jordan & Gilbert, 1881) – raja kalifornijska[5]
- Caliraja rhina (Jordan & Gilbert, 1880) – raja długonosa[6][5]
- Caliraja stellulata (Jordan & Gilbert, 1880)